# Muralla Serviana

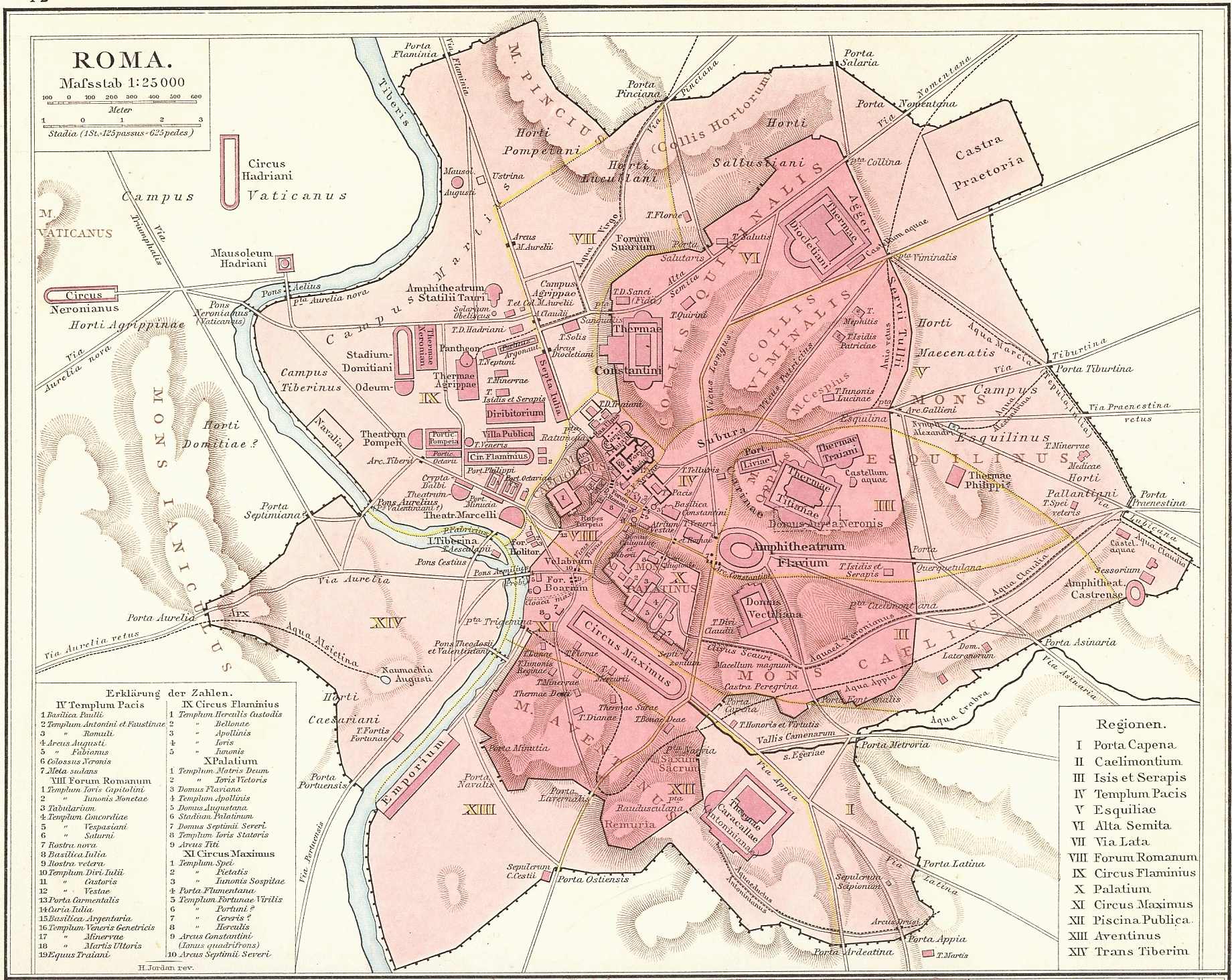
Els límits de la muralla Serviana, i la ciutat de Roma a dins, en rosa fosc

La muralla Serviana (en llatí Murus Servii Tullii, 'muralla de Servi Tul·li') era una barrera defensiva construïda al voltant de la ciutat de Roma al començament del segle iv aC. La muralla tenia un gruix de 3,6 metres, una alçada de 7 metres i una longitud d'uns 11 quilòmetres, amb més d'una dotzena de portes.
El nom feia honor al rei de Roma Servi Tul·li. Alguns historiadors indiquen que Servi Tul·li només va continuar un treball iniciat en temps d'Anc Marci. Tot i que el traçat sembla datar del segle vi aC, les restes que se'n conserven actualment daten del període final de la república. Formaren part del reforç que es va fer com a prevenció després del saqueig de Roma, posterior a la batalla de l'Àl·lia, durant la primera invasió gal·la de la península Italiana. Els gals, segons sembla, van tenir un accés fàcil a la ciutat, possiblement perquè els etruscs els van obligar a desmantellar les defenses que mantenien.

## Estructura i història
Per finançar la construcció es va crear un impost especial l'any 378 aC. La muralla es va fer amb grans blocs de pedra tosca. Algunes seccions incorporaven un profund fossat per augmentar-ne la defensa. A la part nord es combinava amb rampes defensives de terra, cosa que permetia incrementar el gruix del mur i, als defensors, tenir a l'interior una plataforma per rebutjar qualsevol atac. El conjunt tenia armes defensives importants, com per exemple catapultes o la torre encara visible actualment a prop de l'estació de ferrocarril.
Aquesta muralla afegia els sectors del Quirinal, el Viminal i l'Esquilí al primitiu traçat del pomerium, que feia un perímetre protegit de 426 hectàries.
Va ser un obstacle suficient per contenir el formidable atac d'Hanníbal el 211 aC durant la Segona Guerra Púnica. La muralla es va mantenir gairebé idèntica al final de la República i a l'inici de l'imperi, i posteriorment fou ampliada per recollir els diferents districtes en què August va dividir la ciutat arran del seu creixement.

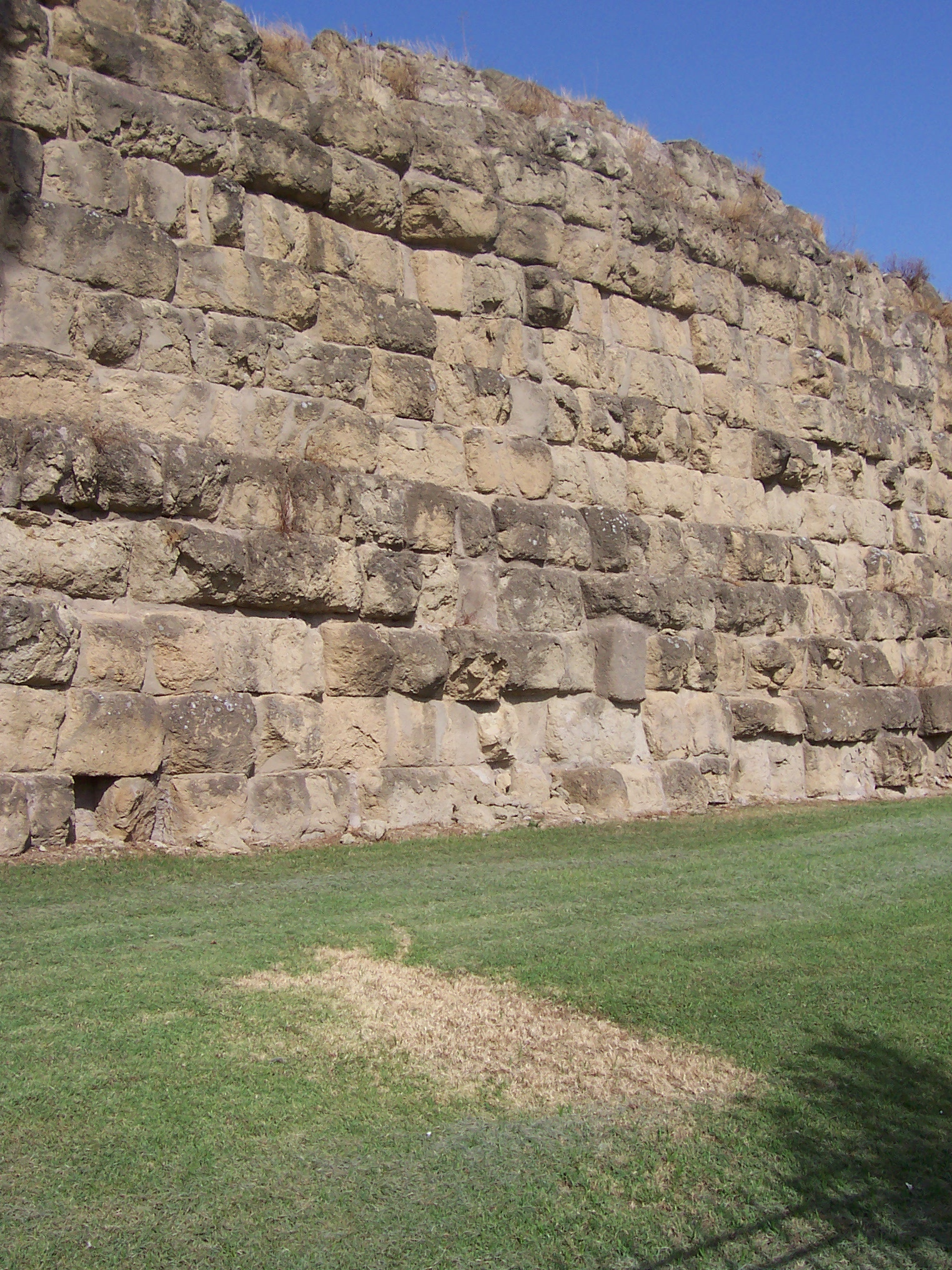
Part de la muralla Serviana vista des de l'estació Termini

No obstant això, amb l'extensió de l'imperi i la seguretat de la ciutat, atès que les fronteres s'estenien per tot el Mediterrani, la muralla va esdevenir obsoleta. Això, unit a l'increment notable de l'extensió territorial de Roma, va tenir com a efecte que una part de la muralla fos enderrocada per a accedir als nous barris. Quan al segle iii la ciutat va ser atacada per tribus bàrbares, l'emperador Aurelià es va veure obligat a defensar la ciutat amb una nova muralla.
Algunes seccions de la muralla Serviana són visibles en diferents punts de Roma. Les més ben conservades i més extenses es troben preservades a l'estació Termini i al turó Aventí.

## Portes de la muralla Serviana
Les portes que es considera que en algun moment van existir a la muralla Serviana, en el sentit de les agulles del rellotge, són: 

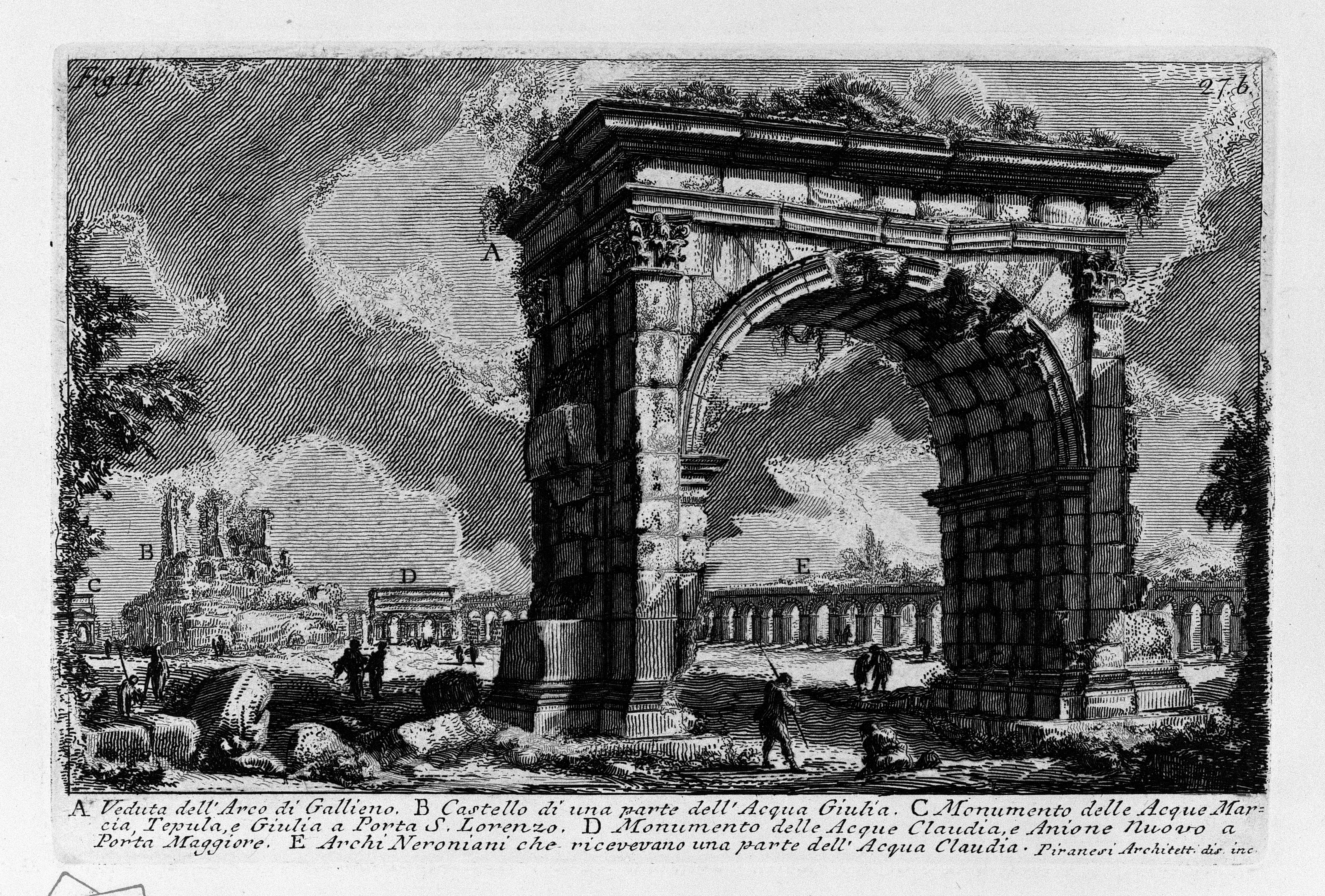
La porta Esquilina, fantasia de Giovanni Battista Piranesi

- Porta Flumentana, des de la Via Aurèlia, creuava Roma després de travessar el Tíber.
- Porta Carmentalis, a la part occidental del turó Capitolí.
- Porta Fontinalis: es dirigia des del nord del turó Capitolí a través del Camp de Mart al llarg de la Via Lata.
- Porta Sanqualis, al Quirinal.
- Porta Salutaris, al Quirinal.
- Porta Quirinalis, al Quirinal.
- Porta Collina: la porta situada més al nord, al Quirinal, des de la Via Salària. En aquest lloc va acampar Hanníbal durant el setge de la ciutat l'any 211 aC.
- Porta Viminalis, al Viminal. Aquesta és la part que es conserva i és visible des de l'estació Termini.
- Porta Esquilina, a l'Esquilí, encara visible, on es va construir més tard l'arc de l'emperador Galiè; dona a la Via Labicana, la Via Praenestina i la Via Tiburtina.
- Porta Querquetulana, que dona a la Via Tusculana.
- Porta Caelimontana, preservada mitjançant l'arc de Publi Corneli Dolabel·la, reconstruït l'any 10 aC.
- Porta Capena, la porta per la qual la Via Àpia abandonava Roma cap al sud d'Itàlia després de separar-se de la Via Llatina.
- Porta Naevia, a l'Aventí, que donava a la Via Ardeatina.
- Porta Raudusculana, es dirigia al sud, al llarg del Tíber i la Via Ostiense.
- Porta Lavernalis, unida a la Via Ostiense.
- Porta Trigemina: una porta triple prop del Forum Boarium, també dona a la Via Ostiense.